# Актинометър
Актинометър е метеорологичен уред за измерване интензитета на пряката слънчева радиация чрез поглъщането на радиацията от тяло със свойства, близки до свойствата на абсолютно черното тяло и превръщането ѝ в топлинна енергия. Актинометрията е дял от метеорологията за лъчистата енергия и за методите и уредите за измерването ѝ. Изследва видовете радиация, закономерностите на поглъщане и разсейването на атмосферната радиация, радиационния баланс на атмосферата и Земята и т.н.
Актинометърът е изобретен от Джон Хершел през 1825 г. По-късно френският физик Жул Виол построява собствен актинометър, с който определя ефективната температура на повърхността на слънцето след няколко експеримента на връх Монблан от 1871 до 1875 г.